# جون فان بسكيرك
جون فان بسكيرك (بالإنجليزية: John van Buskirk)‏ (13 أبريل 1972 بغرانيت سيتي في الولايات المتحدة - ) هو مدرب كرة قدم ولاعب كرة قدم أمريكي في مركز الهجوم. لعب مع روت فايس آهلن ونادي أوردينغن 05 وFC Rot-Weiß Erfurt ‏ وKickers Emden ‏ وSportfreunde Siegen ‏.

## وصلات خارجية
- جون فان بسكيرك على موقع قاعدة بيانات كرة القدم.إي يو (الإنجليزية)
- جون فان بسكيرك على موقع بيانات كرة القدم. دي إي (الألمانية)
- جون فان بسكيرك على موقع عالم كرة القدم.نت (الإنجليزية)